# 山古志 (長岡市)

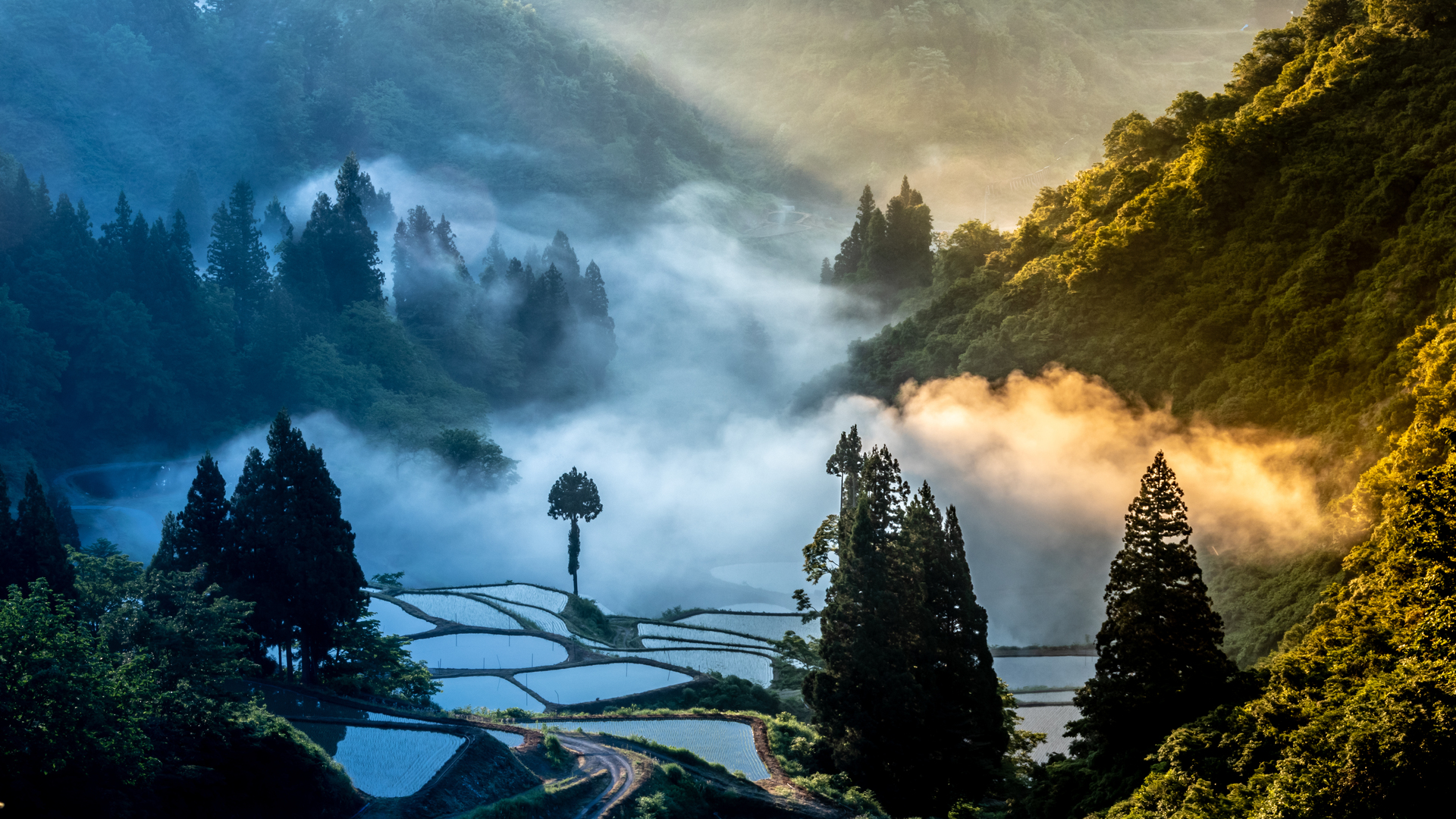
山古志・一本杉の棚田（2020年5月）

山古志（やまこし）は、新潟県長岡市の南東部に位置する地域。2005年4月1日に同市に編入合併された旧山古志村に相当する。

## 概要
丘陵地の斜面に広がる森林と棚田、ニシキゴイの養殖、そして「牛の角突き」と呼ばれる闘牛など「日本の原風景が残る村」を観光資源としてPRしている。周辺の中山間地域と合わせて二十村郷（にじゅうむらごう）とも呼ばれており、この地域は「雪の恵みを活かした稲作・養鯉」として日本農業遺産に登録されている。
2004年10月23日に発生した新潟県中越地震により甚大な被害を受けた山古志村は全村避難となり、隣接する長岡市などでの避難生活を余儀なくされた。避難指示の解除後は各集落で住宅の再建や修繕が行われた。木籠集落や楢ノ木集落など、村内で移転して再建した集落もあるほか、村内には復興モデル住宅として景観に配慮した下見板張りと漆喰調の白壁の公営住宅が建設された。しかし震災以降に地域外へ生活拠点を移した世帯も多く、域内の高齢化は深刻である。

## 地理
四方を低山で囲まれており、傾斜地の割合が高いことから棚田が古くから発達した。
- 山：猿倉岳（679 m）、尖山（594 m）、金倉山（581 m）、他[6]
- 河川：芋川など、いずれも信濃川水系に属する。
- 湖沼：小規模な沼がいくつか点在する。

中越地震で発生した地滑りは河道閉塞によって地域内各地に天然ダムを形成し、現在も芋川流域などに確認することができる。
全域が特別豪雪地帯に指定されており、住宅は1階をRC造の倉庫や車庫としてその上に木造の2、3階を置く高床式のものが多い。

## 歴史
- 2004年
  - 10月23日 - 新潟県中越地震により甚大な被害を受け、全村民が避難を余儀なくされる。道路が寸断されたため路線バスも運休。
  - 12月10日 - 陽光台仮設住宅への入居開始[7]
- 2005年
  - 4月1日 - 山古志村、長岡市に編入合併。
  - 7月22日 - 避難指示解除（種苧原・虫亀・竹沢・間内平・菖蒲・山中・桂谷・小松倉）[7]
- 2006年
  - （時期不明） - 新潟県立長岡農業高等学校山古志分校が閉校する[8]
  - 8月12日 避難指示解除（油夫）[7]
  - 9月1日 - 山古志支所開所式。同日、コミュニティバス（後のクローバーバスとは異なる）が運行を開始する[7]
- 2007年
  - 4月1日 避難指示解除（池谷・楢木・梶金・大久保・木籠）[7]。地域内すべての避難指示解除完了
  - 8月15日 牛の角突き再開[7]
  - 12月14日 - コミュニティバスが廃止される[9]
  - 12月15日 - コミュニティバス廃止の翌日[注釈 1]、希望する村民の帰村が完了する
  - 12月31日 - 陽光台仮設住宅を閉鎖[7]。同日、運休の続いていた越後交通グループの路線バスが廃止となる
- 2008年
  - 1月1日 - 古志高原スキー場営業再開[7]
  - 7月1日 - クローバーバス運行開始[7][10]。当初は5年間の期間限定を予定していたがその後も運行が続けられている（2019年現在）。
  - 9月 - 天皇・皇后（現・上皇・上皇后）が地域を訪問、闘牛や錦鯉の養殖場を視察[11]。
- 2009年
  - 10月11日 山古志闘牛場リニューアルオープン[7]
  - 11月2日 - コロラド州より寄贈されたアルパカ3頭が到着[7][12]。
  - 山古志「花々とともに進む心の復興」が、平成21年度国土交通省手づくり郷土賞受賞[13]
- 2013年 10月23日 - やまこし復興交流館 「おらたる」 開館[14]
- 2019年 3月17日 - 国土交通省による県内初の自動運転サービス実証実験が行われる[15]
- 2022年
  - 2月14日 - NishikigoiNFT 第1弾 販売開始[16]
  - 2月26日 - デジタル村民総選挙投票実施[17]、同月28日終了[18]
  - 3月9日 - NishikigoiNFT 第2弾 販売開始[17]

## 行政
旧・山古志村役場が山古志支所となり、市民サービス窓口を開設している。
合併後、山古志地域のすべての地名には「古志」が冠されたが、2006年7月、NHKドラマ『こころ』や中越地震などで知名度が高くなった「山古志」の地名を復活させたいという多くの地域住民・旧村民の声を受けて、長岡市議会に提議された町名変更の議案が可決された。これにより同年11月1日から山古志地域の住所表記に「山古志」の名が1年8か月ぶりに復活することとなった（例：長岡市古志虫亀→長岡市山古志虫亀）。

## 経済

### 産業
- 主な産業：錦鯉、米、肉牛[19]

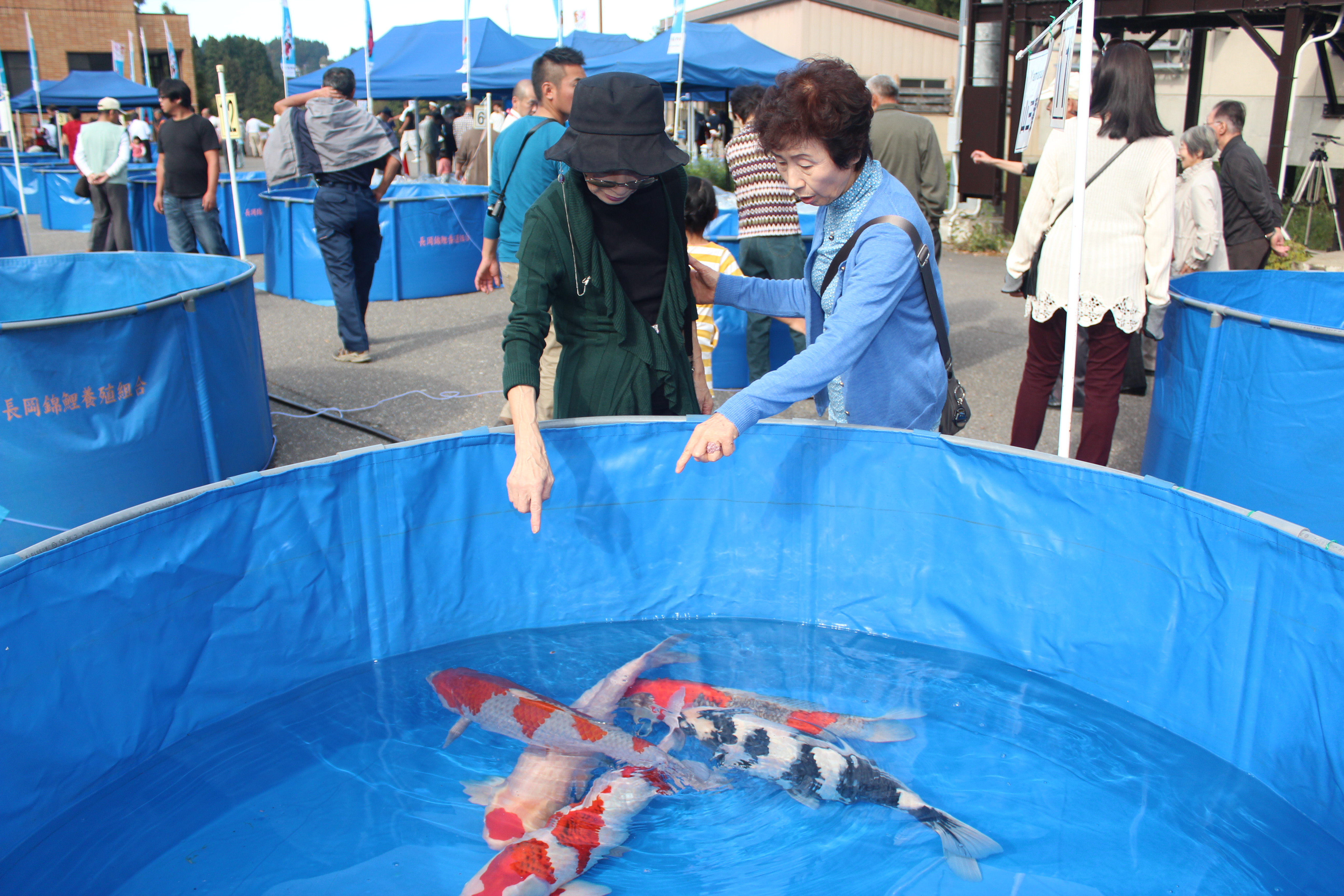
錦鯉の品評会

  - 山古志および隣接する小千谷では江戸時代すでに観賞用としてのコイ養殖が行われていたと伝えられ、ともに錦鯉発祥の地として知られると同時に名産地である。国内需要の低下に加えて中越地震では養殖池に甚大な被害を受けたものの、好調な海外需要に後押しされ盛んに輸出が行われている[20]。
- 流通量は多くないが、大型の唐辛子である「かぐらなんばん（神楽南蛮）」は地域の特産品として知られる。

### 金融機関
- JA越後ながおか - 山古志支店
- ゆうちょ銀行 - 種苧原、竹沢、太田簡易、東竹沢簡易

## 教育
村域内には小学校と中学校分校が各1校所在し、山古志竹沢に両校を併設した校舎が設けられている。
- 長岡市立山古志小学校
- 長岡市立山古志中学校

## 交通

### 公共交通
NPO団体「中越防災フロンティア」によるコミュニティバス、クローバーバスが地域内の運行を継続している。
2020年に至るまで地域内を経由する鉄道路線は無いため、域外から訪れる場合は路線バスとクローバーバスの乗り継ぎ、タクシーもしくは自家用車でのアクセスとなる。
最寄り駅は長岡駅、宮内駅、小千谷駅、越後川口駅、越後広瀬駅など。
2010年代以降は配車サービスによるライドシェアや自動運転車の実証実験が行われている。

### 道路

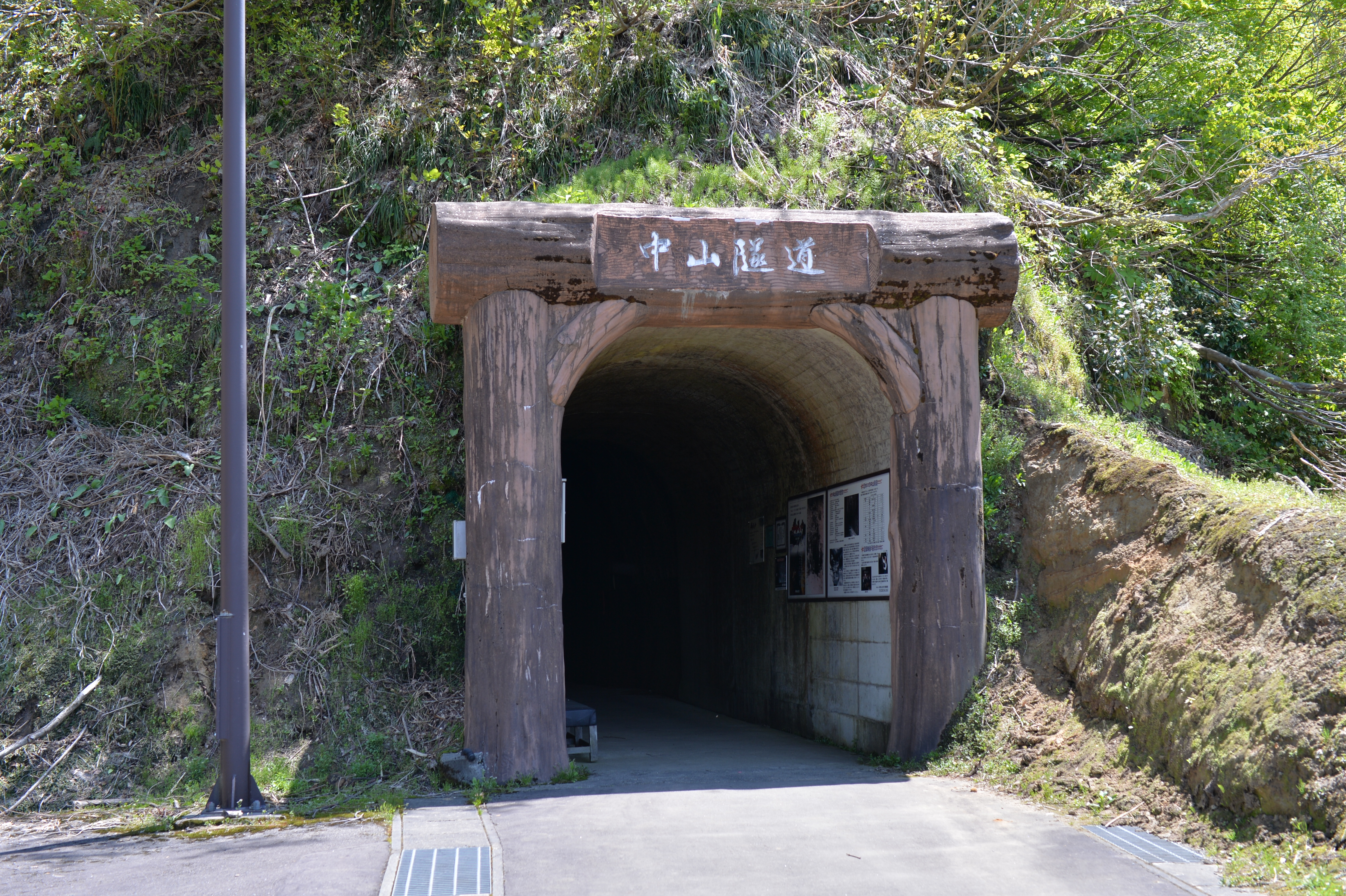
旧・中山隧道

村域内には高速道路が経由する箇所は無い。最寄りのインターチェンジは関越自動車道の小千谷ICとなる。
現在も国道352号など未成区間が残存している道路や、一部県道には冬季間全面通行止となる区間がある。
中越地震では村域内の多くの幹線道路が寸断された。
- 一般国道
  - 国道291号
    - 中山隧道 - 手掘りでは日本一長い。新道が開通した後も整備保存された。現在は山古志側の一部のみが見学可能となっており、通り抜けは不可能。

  - 国道352号
- 県道（主要地方道、一般県道）
  - 主要地方道
    - 新潟県道23号柏崎高浜堀之内線
    - 新潟県道24号栃尾山古志線

  - 一般県道
    - 新潟県道474号竹沢塩谷線
    - 新潟県道514号水沢新田種苧原線
    - 新潟県道515号濁沢種苧原線
    - 新潟県道551号虫亀南荷頃線
    - 新潟県道563号南平小平尾線

## 観光

### 名所・旧跡・観光スポット

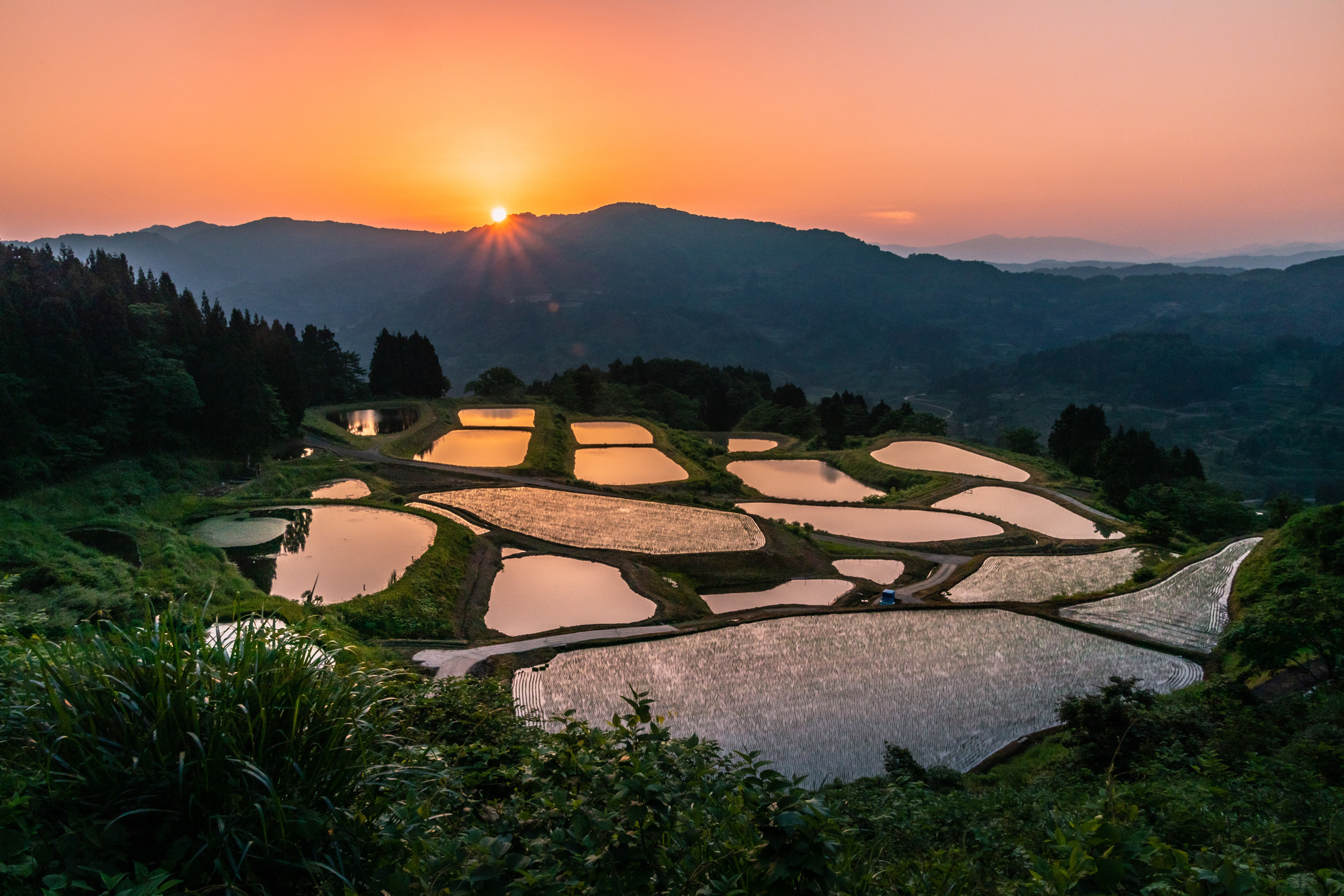
山古志虫亀の棚田・棚池

多数の農産物直売所が設けられていることが特筆される。
- 牛の角突きの習俗（国の重要無形民俗文化財）
- 錦鯉（錦鯉発祥の地）
- 棚田・棚池
- 山古志アルパカ村[26]
- 古志高原スキー場
- 四季の里古志
- 民俗資料館
- 種苧原温泉
- あまやち会館
- 中山隧道
- 二十村郷の石仏群
- 中越メモリアル回廊（震災メモリアル施設）
  - やまこし復興交流館 おらたる
  - 木籠メモリアルパーク
  - 芋川砂防フィールドミュージアム[27]

### 祭事・催事
（この節の出典：）
- 古志の火まつり - 3月
- 山古志闘牛大会 - 冬季を除く通年

## 出身有名人
- 長島忠美 最後の山古志村村長、後に衆議院議員（任期中に逝去）。
- 田中トシオ 理容師・作詞家・詩人

## デジタル住民（デジタル村民）
2021年12月に発足した「山古志住民会議」では、地元の特産品である錦鯉をモチーフとしたNFTを発行、中越大震災からの復興や地域おこしを目的としたプロジェクトを推進している。この取り組みは同会議が当初想像した以上の反響を呼んでおり、発行した10,000点のNFTも順調に売れているという。
発行されたNishikigoiNFTは疑似的な電子住民票と位置付けられ、購入者はデジタル住民（村民）の資格が与えられる。当然ながら法的な有効性は無いが、デジタル住民限定の電子会議室がDiscordサーバーに設置され、地域振興企画が討議されるといった試みが長岡市の後援のもと実施されている。またNFT販売の収益はこれら活動予算にも充当されるという。
また、デジタル住民が現実の地域人口を超えたことが報告されている。

## その他
- 2009年からは山登り対策として東洋大学陸上部の合宿が行われた。同年度の箱根駅伝では1年生の柏原竜二が区間記録を更新するなどの好走を見せ、東洋大は往路4連覇を成し遂げた。2018年に至るまで同部の山古志合宿が毎年恒例になっている。
- 現在の行政区分としては山古志地域ではなく長岡地域に属するが、旧・太田村の蓬平集落なども旧山古志村として紹介される場合がある[32]。約半年間という短い間ではあるが山古志村に属したのは事実なので間違いではない。（蓬平も同様に中越地震で甚大な被害を被っている。）
- 小林幸子が山古志虫亀・伏野集落の「幸子田」にて田植えや稲刈りを行うのが恒例となっている[33][34]。

## 山古志地域を舞台とした作品
長岡市併合以前の発表作を含む。

### 小説
- 『海を抱いたビー玉』（2007年） - 森沢明夫著

### 絵本
- 『マリと子犬の物語』（2005年） - 新潟県中越地震被災時の実話を元にした作品。2007年、同名で映画化。

### テレビ番組
- 『こころ』（2003年） - NHK朝の連続テレビ小説。山古志村が舞台となった。

### 映画
- 『鯉のいる村』（1971年） - 山古志村を舞台に鯉の養殖に熱中する幼い少年の姿を描いた児童映画。『ハチ公物語』の神山征二郎監督デビュー作。
- 『掘るまいか』（2003年） - 中山隧道を題材にした 橋本信一監督のドキュメンタリー映画。
- 『1000年の山古志』（2009年） - 中越地震からの復興を描く橋本信一監督によるドキュメンタリー[35]。

### その他
- 『世界はどこまで青空なのか?』（2017年） - NGT48セカンドシングル MV[36]